# Skiens flygplats, Geiteryggen
Skiens flygplats, Geiteryggen (norska: Skien lufthavn, Geiteryggen) är en flygplats i Skiens kommun i Norge. Flygplatsen ligger cirka 2,5 kilometer från Skien. Flygplatsen har dagliga förbindelser med Bergen, Stavanger och Trondheim. Alla linjerna flygs av Vildanden. Flygplatsen hade 2007 45 706 resenärer.

## Destinationer
| Flygbolag                | Destinationer     |
| ------------------------ | ----------------- |
| DAT Danish Air Transport | Bergen, Stavanger |